# 雷軍
雷 軍（らい ぐん、レイ・ジュン、拼音: Léi Jūn、1969年12月16日 - ）は、中国の実業家。エンジェル投資家、Xiaomi創業者兼会長兼CEO、金山軟件有限公司董事長（取締役会長）である。

## 来歴
1969年12月16日に湖北省仙桃市に生まれる。1987年，沔陽中学（現湖北省仙桃中学）を卒業後、同年武漢大学電器計算機学部に入学する。
在学中にシリコンバレーでの創業者の話をまとめた「fire in the valley」に影響を受け、IT企業を起業しようと決意する。
1992年に23歳で中国IT企業金山軟件有限公司に入社し、1998年8月，金山公司の総経理（取締役社長）に就任。2007年12月20日、金山CEOを辞任する。
2010年4月、雷軍はGoogle中国工程研究院元副院張林斌、モトローラ北京研发中心元高級総監周光平、北京科技大学工業設計学部元主任劉德、金山词霸元総経理黎万強、マイクロソフト中国工程院開発元総監黄江吉、Google中国高级产品元経理洪峰の6人でXiaomiを創設した。
2011年7月、金山軟件有限公司社10.3％の株を獲得し、筆頭株主になった。半年後、創立者兼会長（当時）を引退させて自ら会長となった。
2011年8月に自らのブランドである小米手机を発表した。それ以後、小米1S、小米2、小米2S、小米2A、红米手机、红米Note、小米盒子、小米3、小米电视、小米路由器、小米移动电源、小米随身wifi、米键などの製品を発売している。
また、雷軍はエンジェル投資家としても有名であり、これまでに卓越网、逍遥网、尚品网、乐讯社区、UC优视 、多玩游戏网(欢聚时代)、拉卡拉、凡客诚品、乐淘、可牛、好大夫、长城会など20を超える企業に投資し、エンジェル基金を設立している。
Xiaomiスマートフォンを発売してから、スティーブ・ジョブズ流の経営を研究した。特に、発表会での喋り方、間の取りかた、歩き方、黒シャツにブルージーンズのような服装まで、ジョブズを徹底的に模倣した。このため、マスコミやユーザーの間で「中国のスティーブ・ジョブズ」と呼ばれるようになった。

## 栄典
- 1998年、武漢大学の名誉教授
- 1999年、2000年、2002年、《中国青年报》などのメディアにおいて「中国IT业十大风云人物」に選ばれる。
- 2003年、中関村の優秀経営者に選ばれる。
- 2013年3月、米国《フォーチュン》誌の「ビジネス・ルールを変えた11人の開拓者」に中国人として唯一、選出される。